# スペイン宗教裁判 (モンティ・パイソン)
『スペイン宗教裁判』（スペインしゅうきょうさいばん、英: The Spanish Inquisition）は、コメディ番組『空飛ぶモンティ・パイソン』の第2シリーズ第2話で放送された有名なスケッチである。スケッチ内に登場するセリフ「まさかの時のスペイン宗教裁判！」（"Nobody expects the Spanish Inquisition!"）は、その後のメディアなどでよく引用された。

## スケッチの内容
オープニング・アニメの後、北部イングランドの街ジャロー、1912年の大晦日とのテロップが表示される。娘（キャロル・クリーヴランド）が編み物をしているところに、いかにも労働者といった風体の男レッグ（グレアム・チャップマン、復活ライヴではサミュエル・ホームズ）がやってくる。レッグは「粉ひきが壊れた」ということを報告に来たのだが、訛りが強すぎて全く伝わらない。娘が詰め寄ると、レッグは苛立って「これじゃまるでスペインの宗教裁判だ!」と叫ぶ。
すると、大げさな効果音と共に、赤い服を着たスペイン宗教裁判の審問官の三人組、ヒメネス枢機卿（マイケル・ペイリン）、ビグルス枢機卿（テリー・ジョーンズ）、ファング枢機卿（テリー・ギリアム）が入ってきた。ヒメネス枢機卿は決め台詞、「まさかの時のスペイン宗教裁判!」（NOBODY expects the Spanish Inquisition!）を叫ぶ。その後彼は自らの力、権力武装をカウントとともに誇示するが、数が合わなかったり、説明で言葉の矛盾に陥ったり、間違えたりと、全くうまくいかない。失敗したらまたレッグのセリフからやり直させられる。
最終的に3人は、娘を拷問にかけようとするが、拷問台のつもりで出したのが、食器の乾燥台（dish-drying rack）。当然拷問は上手くいかず、登場人物はあまりの中途半端さに呆れ果てる。
いくつかのスケッチを挟み、とある家の居間につながる。ある優しそうなお婆さん（マージョリー・ワイルド）が若い女性（クリーヴランド）に古い写真を見せていた。するとその中に、なぜか「石炭小屋の後ろに隠れているスペイン宗教裁判」の写真が紛れていた。若い女性が「まあ、スペインの宗教裁判だなんて」と言うと、また前回の効果音と共に、「まさかの時のスペイン宗教裁判!」と3人が飛び込んでくる。続いて、16世紀の油彩画『死の勝利』（ピーテル・ブリューゲル）を背景に『これがスペイン宗教裁判だ!』なるドキュメンタリーのオープニング風ナレーションが入り、3人はお婆さんを怪しげな地下室に連れ込む。お婆さんを縛り上げた3人は、「（罪を）告白せよ!（Confess!）」と叫びながら拷問にかけようとする。しかし、最初の「拷問クッション」は、いかにもやわらかいただのクッションでお婆さんをつつくだけのもの。当然お婆さんが無傷なため、次に「安楽椅子」を用意するが、座り心地のよさそうなただのアームチェアである。無理やりソファーに座らされたお婆さんはとても幸せそうな顔。しかしヒメネス枢機卿は相変わらず「告白せよ!」と叫び続けるのであった。
いくつかのスケッチの後、裁判所のスケッチにつながる。そのスケッチの最後のセリフが、「これじゃまるでスペインの宗教裁判だ!」であった。スケッチの登場人物は一斉に扉を見るが、例の3人は入ってこない。
ちょうど裁判所から離れたところにいた3人はバスに飛び乗る。しかし、焦る3人の顔の上を、無情にもエンド・クレジットが流れ始め、3人は更に焦る。やっとのことで裁判所（外観は中央刑事裁判所）にたどり着いた3人。法廷に飛び込むが、ヒメネス枢機卿が「まさかの時の……」とセリフを切り出した瞬間に、画面には「THE END」の文字が。ヒメネス枢機卿の「ああ、クソッ」（"Oh, bugger"、ホモの意もある）というセリフで、番組はエンド。

### 関連スケッチ
第2シリーズ第4話『バズ・オルドリン・ショー』にワンシーンだけヒメネス枢機卿が登場し、以前のような「数を数えられない」キャラを披露する。また、この回には「これじゃまるでスペイン宗教裁判だ」というマイケル・ペイリンのセリフもある。

## 他作品での引用
本スケッチにおけるヒメネス枢機卿の決め台詞は、後の多くの作品で使用されている。
- スライディング・ドア
  - Always Look on the Bright Side of Lifeと共にモンティ・パイソンの台詞として言及がある。
- 天才少年ドギー・ハウザー
  - シーズン2 19話のタイトルが「Nobody Expects the Spanish Inquisition」[注 3]
- バフィー 〜恋する十字架〜
  - 128話「彼」（第7シーズン 6話）でドーン・サマーズの台詞に。
- 氷室の天地 Fate/school life
  - 5巻で、美綴綾子と沙条綾香の唐突な登場時の台詞として。
- 虐殺器官
  - 294ページでヒンドゥー・インディアを襲撃する際にウィリアムズが発言。ウィリアムズはその他にも作中でよくモンティ・パイソンに絡めた発言をする。
- シヴィライゼーション・シリーズ - 実績名として登場。
  - Civilization 5では、スペイン文明（イサベル1世）として勝利を収める（難易度不問）と実績解除。
  - Civilization 6では、同じくスペイン文明（フェリペ2世）として、宗教審問を開始すると実績解除。
- Hearts of Iron IV - 「まさかの時の…（Nobody expects...）」という実績が存在。
  - 国粋派スペイン（フランコ政権）として、ナチス・ドイツよりも先にパリを占領すると実績解除（前提条件として、ナチス・ドイツと同じく枢軸国に入る必要がある）。
- ウィザードリィ
  - 4作目に敵キャラとして登場。ただし、セリフは「No one expects...」
- 出屋敷市子シリーズ
  - 4巻53ページ『「地獄の釜の蓋も開く」とは「鬼だって盆は休む」という意味である』で。

## その他
- 2005年、イギリスで「もっとも面白いスケッチ」の世論調査をした結果、このスケッチがナンバー12のスケッチに選出された[要出典]。